# Croix de l'Anglais
La croix de l'Anglais (ou croix des Anglais) est une croix monumentale située à Saugues, en France.

## Généralités
La croix est située à l'intersection des rues des tours-neuves et des fossés, sur le territoire de la commune de Saugues, dans le département de la Haute-Loire, en région Auvergne-Rhône-Alpes, en France.

## Historique
La croix est datée du XVe siècle ; Elle aurait été élevée lors du siège de Saugues par les anglais. Elle rendrait également hommage à un capitaine français mort lors du siège.
La croix est inscrite au titre des monuments historiques par arrêté du 11 juin 1930.

## Description
La croix est une croix simple, en fer forgé : dans un socle en pierre, es fichée une tige rectangulaire supporte la croix. Chaque extrémité du croisillon est ornée de quatre pétales surmontés d'un bouton.